# جورج بيرغر (لاعب جمباز فني)
جورج بيرغر (بالفرنسية: Georges Berger)‏ هو لاعب جمباز فني فرنسي، ولد في 1 مايو 1897 في Louvroil ‏ في فرنسا، وتوفي في 16 نوفمبر 1952 في Trith-Saint-Léger ‏ في فرنسا.

## وصلات خارجية
- جورج بيرغر على موقع اللجنة الأولمبية الدولية (الإنجليزية)
- جورج بيرغر على موقع أوليمبيديا (الإنجليزية)